# 틴 울프 (2011년 드라마)
《틴 울프》(Teen Wolf)는 MTV에서 2011년 6월 5일부터 2017년 9월 24일까지 방영된 미국의 초자연 십대 드라마이다. 1985년 동명 영화를 원작으로 하고 있다.

## 등장 인물

### 기존 인물
- 스콧 매콜(Scott McCall) - 타일러 포지

스콧은 우리 주변에서 흔히 볼 수 있는 평범한 16살 고등학생이다. 어느 날 갑자기 마을에 일어난 살인사건을 몰래 구경 갔다가 알 수 없는 동물의 습격을 받는다. 그 이후 그의 평범했던 삶은 송두리째 흔들리게 된다. 늑대인간의 특별한 능력을 얻게 되면서 학교에서는 아웃사이더였던 그가 갑자기 학교 라크로스 팀의 스타로 떠오르고, 섹시한 여자친구도 얻게 된다. 하지만 보름 달 뜨는 밤, 사랑하는 여자친구와의 데이트, 운동 경기 중 등 시도 때도 없이 늑대인간의 힘이 불끈 솟아올라 평범한 일상을 이어가기 힘들어 지면서 다시 사람이 되기 위해 해결책을 찾기 시작한다. 시즌 3에서는 공식적으로 앨리슨과 연애가 끝나며 지역을 위협하는 악의 무리로부터 사람들을 보호한다. 겉으로는 평범한 학생이자 일반적인 아들이 되고자 노력하지만 새롭게 등장하는 알파팩과 사라지는 늑대 친구들 그리고 앨리슨이 여전히 신경 쓰여 쉽지 않은 일상을 이어나간다.
- 앨리슨 아전트(Allison Argent) - 크리스털 리드

앨리슨은 자칫 어두워질 수 있는 <틴 울프>의 분위기를 밝게 만들어주는 여주인공이다. 스콧이 살고 있는 마을에 어느 날 갑자기 이사 온 전학생 앨리슨은 스콧의 사랑을 독차지 한다. 앨리슨의 아버지는 직업 때문에 자주 이사를 다니고, 이 때문에 앨리슨도 한 마을에 오래 거주하지 않는 특이한 삶을 살아왔다. 스콧과 열렬한 사랑에 빠지지만, 로미오와 줄리엣처럼 그들을 갈라놓는 존재가 등장하고, 앨리슨은 아버지의 사업인 ‘늑대인간 사냥’을 인수하게 되어 그들의 사랑도 위기를 겪는다. 시즌 3에서는 스콧과의 이별을 통해 그녀를 둘러싼 위협으로부터 벗어나고, 스스로 자신의 삶을 변화시키고자 한다.
- 스타일스 스틸린스키(Stiles Stilinske) - 딜런 오브라이언

스타일스는 스콧의 베스트 프렌드이다. 스콧이 이상한 동물에게 습격을 받은 날, 그도 함께 있었지만 다행히 습격은 피했다. 미스터리 현상에 대해 연구하는 것을 좋아하는 그는 틴 울프의 탐정 같은 16세 소년이다. 궁금한 것이 있으면 답을 찾기 위해 자신이 위험에 빠지더라도 끝까지 파헤치려고 하는 집요한 면이 있으나, 극 중 예쁜 소녀 리디아를 짝사랑하는 순진한 면도 가지고 있다. 스콧의 비밀을 알고 있는 유일한 친구이며, 스콧을 주변의 위험으로부터 보호하려는 듬직한 캐릭터이다.
- 데릭 헤일(Derek Hale) - 타일러 헤클린

숲의 폐허에서 생활하는 데릭은 세상에 모습을 잘 드러내지 않는다. 그 역시 늑대인간이기 때문이다. 늑대인간과 늑대인간을 없애려는 헌터 간의 비밀을 알고 있는 그는 스콧이 늑대인간으로 변했다는 사실을 눈치 챈 후 그의 주위를 맴돈다. 늑대인간 패거리의 새 리더이며, 스콧과 등을 맞대고 점점 악역으로 변해간다. 시즌 3에서 데릭은 두 명의 늑대를 잃게 되자, 다시 한 번 스콧을 자신의 팀으로 만들려한다. 그와 동시에 새로운 알파팩의 등장으로 비콘 힐즈의 모든 것을 무너뜨릴 악의 기운을 막기 위해 팀들과 노력한다.
- 잭슨 휘트모어(Jackson Whittemore) - 콜턴 헤인스

학교 라크로스 팀의 주장을 맡고 있으며 가장 인기 있는 남학생으로 손꼽히는 잭슨. 학교 최고 퀸카 리디아와 오랜 연인 관계이다. 스콧이 갑자기 능력을 발휘하자 그를 강력한 라이벌로 인지하기 시작한다. 하지만 잭슨은 스콧의 비밀을 파헤치면서 갑자기 위험에 빠지게 되고, 결국 늑대인간으로 변하게 된다.
- 리디아 마틴(Lydia Martin) - 홀랜드 로든

미모와 패션 감각, 부모의 배경과 만능 스포츠맨 남자친구까지 모든 것을 다 가진 리디아는 공부는 뒷전인 철부지 고등학생이다. 앨리슨이 전학 온 후 그녀와 친하게 지내고 스콧과 잘 되도록 큐피트 역할도 자청한다. 하지만 스콧이 잭슨을 제치고 라크로스 팀의 스타가 되자 그녀 역시 스콧에게 점점 끌리게 된다. 시즌 3에서 리디아는 피터 헤일이 죽음에서 돌아온 이후, 자신을 둘러싼 변화의 비밀을 조금씩 알아간다. 비밀을 알아가며 생겨나는 의시시한 기운으로부터 벗어나기 위해, 남자들과의 관계를 복잡하게 만들어가기 시작한다.

### 시즌 3 추가인물
- 에이든(Aiden) & 이선(Ethan) - 찰리 카버 & 맥스 카버

에이든과 이선은 늑대인간의 최고인 알파 쌍둥이다. 이 둘은 하나의 슈퍼알파보다도 더 위협적인 위력을 지니는데, 훈훈한 외모와 매력적인 그들이지만, 계속해서 스콧과 그의 친구들. 그리고 스콧과 여자까지도 위협한다. 시즌 3에 등장.
- 듀캘리언(Deucalion) - 기디언 에머리

듀캘리언은 자칭 ‘알파중의 알파’, 실제로도 가장 똑똑하고 설득력이 강한 알파이다. 그의 어두운 과거 속에서 그는 과거에 눈을 잃는 대가로 알파들의 리더가 되었다. 스스로 자신을 과대평가하고 있긴 하지만 여전히 위협적인 존재이며, 스콧과 데릭을 갈라 놓기 위해 계획한다. 시즌 3에 등장.

## 에피소드

### 시즌 1
| # | 제목                                                | 본방송일자      |
| --- | --------------------------------------------------- | --------------- |
| 1 | "늑대인간의 탄생" "Wolf Moon"                       | 2011년 6월 5일  |
| 평범한 고등학생인 스콧과 스타일스는 어느 날 갑자기 마을에서 일어난 살인 사건 현장이 궁금하기만 하다. 밤에 몰래 집에서 빠져나와 그 현장에 가보기로 하는데, 가는 도중에 숲 속에서 스콧이 이상한 동물에게 습격을 받게 된다. 대수롭지 않게 여긴 스콧은 다시 일상으로 돌아가고, 예쁜 전학생 앨리슨에게 한 눈에 반해버린다. 하지만, 그 날 이후 스콧의 몸에는 이상한 현상들이 일어난다. |                                                     |                 |
| 2 | "돌이킬 수 없는 변신" "Second Chance at First Line" | 2011년 6월 6일  |
| 늑대인간으로 변한 채 숲 속에서 어떤 중년의 남자와 마주친 스콧. 그 다음 날 그 남자가 앨리슨의 아버지라는 것을 알게 되고 좌절에 빠진다. 라크로스 경기에서 스콧이 극도의 흥분 상태에 빠져 최고의 경기를 보여주고, 자신도 모르게 스타일스까지 공격해버린다. 한편, 이런 스콧의 모습을 몰래 지켜보던 데릭이 스콧에게 더 이상 경기에 출전하지 말라고 경고한다.                          |                                                     |                 |
| 3 | "또 다른 늑대인간" "Pack Mentality"                 | 2011년 6월 13일 |
| 스콧은 자신이 늑대인간으로 변해 앨리슨을 공격하는 악몽을 꾼다. 혼란스럽지만, 앨리슨과 즐거운 데이트를 이어가는 스콧. 그리고 데릭은 늑대인간과 악연인 무리들을 알려준다. 그것은 바로 늑대인간을 능가하는 알파라는 존재, 그리고 늑대인간을 소통하려는 헌터들이 있다는 것! |                                                     |                 |
| 4 | "마법의 탄환" "Magic Bullet"                        | 2011년 6월 20일 |
| 헌터들이 존재를 드러낸다. 그들의 무기는 가히 상상 이상이다. 데릭은 헌터들의 공격 때문에 큰 부상을 입고, 스타일스가 데릭을 보살피게 된다. |                                                     |                 |
| 5 | "늑대인간 사냥꾼" "The Tell"                        | 2011년 6월 27일 |
| 조용하던 마을에 갑자기 마을 주민들이 괴생물체에 살인당하는 사건이 연이어 발생한다. 데이트를 즐기던 잭슨과 리디아도 공격당하고, 스타일스는 살인사건을 조사하려는 보안관 아버지를 따라 나선다. 스콧과 데릭은 합심하여 그 생물체의 정체를 밝히려 하고, 데릭은 잭슨을 찾아가 공격당한 동물의 정체에 대해 함구하라고 경고한다.                                                        |                                                     |                 |
| 6 | "분노 게이지" "Heart Monitor"                       | 2011년 7월 4일  |
| 데릭은 스콧에게 앨리슨과 헤어지라고 강요한다. 하지만 스콧은 앨리슨에게서 벗어날 수 없다. 하지만 우연히 앨리슨 가족이 헌터라는 비밀을 알게 된 스콧은 극도로 혼란스러워 한다. 한편, 지난 공격 때문에 몸에 이상한 변화를 느끼는 잭슨은 두려움에 빠진다. |                                                     |                 |
| 7 | "알파의 습격" "Night School"                        | 2011년 7월 11일 |
| 마을을 혼돈에 빠트린 범인은 바로 알파였다. 스타일스, 스콧, 데릭은 알파를 학교로 불러내 처지하려 하지만 오히려 그들이 위험에 빠진다. 스콧과 스타일스는 알파의 공격 대상이 되고, 앨리슨까지 그 현장에 오면서 위험에 빠지게 된다. |                                                     |                 |
| 8 | "보름달의 광기" "Lunatic"                           | 2011년 7월 18일 |
| 학교에서의 전쟁 이후 냉랭해진 앨리슨을 보며 스콧은 괴로움에 빠진다. 하지만 라크로스 팀의 주장이 되면서 다시 힘을 얻는다. 다음 날 보름달이 뜨고 스콧과 알파, 그리고 헌터들도 긴장하며 특별한 계획을 준비한다. |                                                     |                 |
| 9 | "알파의 부활" "Wolf's Bane"                         | 2011년 7월 25일 |
| 잭슨은 계속 고통스러운 신제 변화를 겪고, 스콧의 비밀을 알고 있다며 그를 협박한다. 앨리슨은 계속 스콧을 멀리하며 고통을 주고, 스콧과 스타일스는 알파의 비밀을 캐내기 위해 조사를 한다. |                                                     |                 |
| 10 | "생포" "Co-Captain"                                 | 2011년 8월 1일  |
| 주인공들은 각자 생활을 충실히 이어가며 고통을 이겨내려 한다. 스콧은 라크로스 팀을 승리로 이끌고, 앨리슨은 가족의 비밀과 스콧과의 관계 때문에 힘들지만 이겨내려 한다. 그리고, 스타일스는 데릭의 중요한 비밀을 알아낸다. |                                                     |                 |
| 11 | "위험한 파티" "Formality"                           | 2011년 8월 8일  |
| 앨리슨은 데릭과 마주하며 가족의 비밀을 현실로 마주한다. 가업을 이어나가야 할 지 힘들게 고민에 빠진 앨리슨. 그리고 스콧은 알파의 존재를 알게 되고, 그를 찾아 나선다. 그리고 교내 파티에서 다시 만난 스콧과 앨리슨은 다시 불꽃같은 사랑을 나누지만, 그날 밤 리디아와 스타일스는 알파에게 공격당하고 만다.                                                                          |                                                     |                 |
| 12 | "최후의 대결" "Code Breaker"                        | 2011년 8월 15일 |
| 스콧은 앨리슨 아버지의 함정에 빠져 그녀 앞에서 늑대인간으로 변해버리고 슬픔에 빠진 채 도망간다. 리디아는 심각한 부상 때문에 의식을 찾지 못한다. 스콧, 데릭, 스타일스, 알파, 그리고 헌터 가족. 이들은 숲 속에서 최후의 대결을 준비한다. |                                                     |                 |

### 시즌 2
| # | 제목                                    | 본방송일자      |
| --- | --------------------------------------- | --------------- |
| 1 | "새로운 시작" "Omega"                   | 2012년 6월 3일  |
| 리디아의 상태가 호전되던 중, 갑자기 리디아가 실오라기 하나 걸치지 않은 채로 병원을 탈출한다. 이에 스콧과 스타일스는 리디아가 늑대인간이 됐을지 모른다는 생각에 남들보다 먼저 찾으려고 하고, 케이트의 장례식에 나타난 앨리슨의 할아버지는 늑대인간과의 전쟁을 선포한다.                                        |                                         |                 |
| 2 | "또 다른 늑대인간" "Shape Shifted"      | 2012년 6월 4일  |
| 앨리슨 할아버지의 등장으로 스콧은 더욱 앨리슨과의 관계를 들키지 않으려 조심하기로 한다. 한편, 비콘 힐즈에 또다시 살인 사건이 일어나고 스콧은 라크로스 팀에 늑대인간이 한 명 더 있다는 걸 알게 된다. |                                         |                 |
| 3 | "지원병 모집" "Ice Pick"                | 2012년 6월 11일 |
| 앨리슨은 아빠에 의해 헌터 훈련에 들어가게 되고, 그 와중에 스콧과의 연애도 이어나간다. 한편 스콧은 사라진 아이작 외에 다른 친구도 늑대인간이 된 걸 알고, 어떻게든 확산을 막아 보려 한다. |                                         |                 |
| 4 | "카니마의 등장" "Abomination"           | 2012년 6월 18일 |
| 스타일스는 자동차 정비소에 들렸다가 정체모를 괴물이 살인을 하는 걸 목격하고, 스콧과 함께 놈의 정체를 찾기 위해 교장실을 뒤진다. 그러던 중 정체모를 괴물은 스타일스와 데릭을 공격하고, 스콧은 교장에서 초대받아 앨리슨 가족과 함께 저녁식사를 하게 된다.                                                       |                                         |                 |
| 5 | "누가 카니마인가?" "Venomous"           | 2012년 6월 25일 |
| 데릭 일당을 비롯해 스콧과 스타일스까지 카니마의 정체를 찾기 위해 분주하게 움직이고 데릭은 잭슨과 리디아 둘 중에 하나가 카니마일 거라 생각하고 이들을 시험하려고 한다. 데릭 일당의 움직임을 눈치 챈 스콧이 이를 막기 위해 친구들과 힘을 합하는 동안, 잭슨과 리디아에게는 끊임없이 이상한 일이 일어난다.        |                                         |                 |
| 6 | "잭슨을 지켜라" "Frenemy"               | 2012년 7월 2일  |
| 카니마로 변한 잭슨을 쫓아가던 스콧은 잭슨을 죽이려는 데릭과 그를 쫓아온 알젠트 가문 사람들까지 한 자리에 마주하게 된다. 카니마는 클럽에서 대니를 향해 달려들고, 데릭의 공격을 받아 다시 잭슨으로 돌아온 걸 보고 스콧은 모든 게 확실해질 때까지 잭슨을 가둬 두고 어떻게든 구해 보려고 한다.                    |                                         |                 |
| 7 | "나를 막는 자, 모두 죽인다" "Restraint" | 2012년 7월 9일  |
| 잭슨을 조종하는 다른 사람이 있다는 걸 알게 된 스콧과 친구들은 그 배후를 찾기 위해 분주하게 움직인다. 그러나 스콧과 앨리슨을 감시하는 사람들 때문에 쉽지만은 않고, 리디아는 자꾸 주변을 맴도는 남자에게 호기심을 갖게 된다.                                                                                    |                                         |                 |
| 8 | "상상력의 힘" "Raving"                  | 2012년 7월 16일 |
| 잭슨과 그를 조종하는 사람 둘 다 잡기 위해 데릭 일당과 스콧은 수의사 선생님의 도움을 받아 계획을 세운다. 그러나 카니마의 정체를 알게 된 알젠트 가에서도 같은 날 카니마를 쫓아 움직이고, 스콧과 앨리슨의 사이를 알게 된 앨리슨의 어머니도 따로 계획을 세운다.                                                   |                                         |                 |
| 9 | "유충의 달" "Party Guessed"             | 2012년 7월 23일 |
| 자신의 생일 파티를 준비하는 리디아에게 앨리슨은 올해는 예전과 다를 것 같다고 충고하지만 리디아는 아무렇지 않게 파티 준비를 한다. 알파에게 물린 앨리슨의 엄마는 보름이 다가오자 미래를 대비하고, 스콧과 데릭도 카니마에 맞서기 위해 준비를 한다. 그러나 누구도 몰랐던 리디아 파티의 실제 목적이 밝혀지게 된다. |                                         |                 |
| 10 | "복수의 신" "Fury"                      | 2012년 7월 30일 |
| 스콧과 스타일스는 스타일스의 아버지에게 맷의 정체를 알리고 증거를 확보하기 위해 경찰서로 향한다. 하지만 이를 눈치챈 맷은 카니마와 함께 경찰서에서 이들을 협박하고, 엄마의 죽음으로 복수심에 불타오르는 앨리슨 역시 잭슨을 죽이기 위해 가족과 함께 경찰서로 향한다.                                            |                                         |                 |

### 시즌 3
| # | 제목                                         | 본방송일자      |
| --- | -------------------------------------------- | --------------- |
| 파트 1 |                                              |                 |
| 1 | "문신" "Tattoo"                              | 2013년 6월 3일  |
| 리디아의 리디아와 앨리슨이 함께 차를 타고 가던 도중, 도로 중앙에서 사슴 한 마리가 차로 돌진한다. 또한 학교에서는 수업 중에 새들이 창문을 뚫고 들어오고, 사람들은 뭔가 불안한 기운을 느낀다. 한편, 아이작과 여자애 한 명이 다른 늑대인간 무리와 싸우다 병원에 실려오게 되고, 아이작을 만나러 병원에 간 스콧은 엘리베이터에서 자신을 알파라고 칭하는 늑대인간과 싸우게 된다. |                                              |                 |
| 2 | "혼돈의 시작" "Chaos Rising"                 | 2013년 6월 10일 |
| 데릭은 피터 삼촌과 디튼 선생의 도움을 받아 아이작의 기억을 되살려 에리카와 보이드를 찾으려고 하고, 결국 그 두 사람이 지금은 폐쇄된 은행에 있다는 걸 알아낸다. 데릭과 스콧은 보름달이 떴을 때 은행 건물로 들어가서 에리카와 보이드를 구해낼 계획을 세우고, 데릭은 그 건물 안에서 뜻밖의 인물을 만난다.                                                                      |                                              |                 |
| 3 | "세 개의 상처" "Fireflies"                   | 2013년 6월 17일 |
| 리디아는 수영장에서 시체를 발견하고, 숲 속에서는 함께 캠핑을 하던 여자 둘 중 한 명이 실종된다. 스타일스는 병원에서 멜리사가 보여 준 헤더의 시신을 보고 리디아가 발견한 시체와 비슷한 점이 있다는 걸 깨닫는다. 한편, 스콧은 앨리슨의 아버지에게 늑대인간을 함께 잡자며 도움을 청하고 스콧과 앨리슨의 아버지, 데릭과 아이작은 함께 늑대인간 사냥에 나서게 된다.              |                                              |                 |
| 4 | "연쇄살인" "Unleashed"                       | 2013년 6월 24일 |
| 스콧의 친구 카일이 헤더와 비슷한 방식으로 살해되고, 스타일스는 살인의 패턴이 무엇인지 찾기 위해 고군분투한다. 쌍둥이 늑대인간 이선과 에이든은 아이작의 화를 돋우기 위해 애쓰고, 스콧과 아이작은 그들에게 놀라운 능력이 있다는 걸 알게 된다. 한편, 듀캘리언은 데릭에게 주변 사람들을 죽이라고 말한다.                                                                       |                                              |                 |
| 5 | "대결" "Frayed"                              | 2013년 7월 1일  |
| 스콧과 아이작, 데릭은 듀캘리언의 무리와 대결을 하고 스콧은 부상당한 몸으로 크로스컨트리 경기를 위해 팀원들과 함께 버스를 탄다. 그런데 예전 같으면 벌써 치유가 됐을 상처가 낫지 않고, 스타일스의 기지와 앨리슨의 도움으로 상처를 치료받는다. 스콧은 데릭이 죽었다고 생각하고, 그것을 자신의 탓이라며 자책한다.                                                              |                                              |                 |
| 6 | "모텔의 저주" "Motel California"             | 2013년 7월 8일  |
| 스콧과 아이작, 보이드, 이선 등 크로스컨트리 팀원들은 경기를 위해 다른 곳으로 가던 중, 글렌 카프리라는 모텔에 하룻밤 투숙한다. 그런데 리디아는 자꾸만 이상한 소리를 듣고, 스콧과 보이드 등도 보름달이 떴을 때처럼 기이한 행동을 계속한다. 그러던 중 리디아는 이 모텔에서 198명이나 자살했다는 사실을 알게 되고, 그 숫자가 늘어날 거라는 예감에 불안해한다.                  |                                              |                 |
| 7 | "진정한 타겟" "Currents"                     | 2013년 7월 15일 |
| 스콧의 어머니 멜리사가 다니는 병원의 의사 두 명이 질식사하고, 스콧과 스타일스는 이들이 제물로 희생됐다고 생각한다. 이어 동물 병원의 디튼까지 납치되고, 디튼은 스콧에게 전화를 걸어 자신을 찾아달라고 부탁한다. 스콧은 앨리슨 아버지의 지도를 보고 디튼이 있을 곳을 예상하고 그곳으로 향하려는 순간 보이드가 위험에 처했다는 걸 알게 된다.                                  |                                              |                 |
| 8 | "예언자" "Visionary"                         | 2013년 7월 22일 |
| 스콧은 앨리슨과 함께 앨리슨의 할아버지를 찾아가고, 그로부터 과거의 이야기와 듀캘리언이 눈이 먼 사연을 듣는다. 그리고 듀캘리언이 앞을 볼 수 있을 때도 있다는 사실을 알게 된다. 한편 스타일스는 피터로부터 데릭의 과거 얘기를 듣고, 데릭이 사랑했던 여자 때문에 깊은 상처를 갖고 있다는 것을 알게 된다.                                                                      |                                              |                 |
| 9 | "울부짖는 여자" "The Girl Who Knew Too Much" | 2013년 7월 29일 |
| 그레엄 부보안관이 살해당하고, 스타일스는 아버지께 모든 걸 사실대로 말씀드리기로 한다. 코라와 함께 아버지를 찾아간 스타일스는 스콧이 늑대인간이라는 걸 말하지만 아버지는 믿지 않고, 코라가 그 자리에서 갑자기 쓰러진다. 한편 앨리슨은 아버지가 살인범이라고 의심하여 아이작과 함께 아버지에게 찾아가고, 학교에서 열린 추모 연주회에서는 또 다른 사람이 희생된다.            |                                              |                 |
| 10 | "블레이크 선생의 정체" "The Overlooked"      | 2013년 8월 5일  |
| 비콘 힐즈 마을에 폭풍우가 몰아치고, 비콘 힐즈 병원도 사람들을 모두 대피시킨다. 스콧의 엄마 멜리사는 피터가 코라 헤일을 데리고 나갈 수 있도록 도와준다. 사람들이 모두 대피한 병원에서 스콧과 스타일스, 데릭은 듀캘리언과 에이든 쌍둥이와 맞붙게 되고 데릭은 블레이크 선생님과 엘리베이터에 갇힌다. 그리고 블레이크 선생님의 과거가 밝혀진다.                                |                                              |                 |
| 11 | "알파 무리들" "Alpha Pact"                   | 2013년 8월 12일 |
| 제니퍼는 스콧의 어머니 멜리사, 스타일스의 아버지, 그리고 앨리슨의 아버지까지 잡아가고 스콧은 이들을 구하기 위해 듀캘리언을 따라간다. 스타일스는 사라진 세 명이 네메톤에 있을 거라고 생각하고 리디아를 통해 네메톤의 위치를 알아내려 한다. 스콧과 스타일스, 앨리슨은 디튼의 도움을 받아 가족의 위치를 알기 위해 노력한다.                                                   |                                              |                 |
| 12 | "월식" "Lunar Ellipse"                       | 2013년 8월 19일 |
| 스콧과 스타일스, 앨리슨은 얼음물 속에서 지난 기억을 되찾고 부모님들이 잡혀있을 만한 곳을 알아낸다. 마을로 돌아온 스콧의 아버지가 아이들을 잡아두지만, 앨리슨이 기지를 발휘해 빠져나온다. 스콧은 제니퍼를 죽이기 위해 다시 듀캘리언에게 돌아가고, 그곳에 데릭이 제니퍼와 함께 나타난다.                                                                                     |                                              |                 |
| 파트 2 |                                              |                 |

## 2차 창작

### 서적
- 2012, 낸시 홀더, On Fire: A Teen Wolf Novel, Simon & Schuster, ISBN 978-1-4516-7447-7

2012년 6월, MTV 북스가 낸시 홀더 작가의 "온 파이어"라는 서적을 출판했다. 표지 그림은 불을 배경으로 한 노란색 눈을 띈 타일러 포지 사진이다. 이 책은 시즌 1의 스콧 맥콜의 이야기를 담고 있다.

### 코믹스
2011년 9월, 이미지 코믹스에서 틴 울프 시즌 1의 코믹스를 발간했다.

## 수상 경력
| 연도   | 수상               | 분류                             | 후보                                                                    | 결과 |
| ------ | ------------------ | -------------------------------- | ----------------------------------------------------------------------- | ---- |
| 2011년 | 틴 초이스 어워드   | 초이스 TV 판타지/SF              | 초이스 TV 판타지/SF                                                     | 후보 |
| 2011년 | 틴 초이스 어워드   | 초이스 섬머 TV 쇼                | 초이스 섬머 TV 쇼                                                       | 후보 |
| 2011년 | 틴 초이스 어워드   | 최고 스타                        | 타일러 포지                                                             | 후보 |
| 2011년 | 틴 초이스 어워드   | 초이스 섬머 TV 스타 - 남성       | 타일러 포지                                                             | 후보 |
| 2011년 | 틴 초이스 어워드   | 초이스 섬머 TV 스타 - 여성       | 크리스털 리드                                                           | 후보 |
| 2011년 | 틴 초이스 어워드   | 초이스 TV 여배우: 판타지/SF      | 크리스털 리드                                                           | 후보 |
| 2012년 | 새턴상             | 최고 젊은층 대상 텔레비전 시리즈 | 최고 젊은층 대상 텔레비전 시리즈                                        | 수상 |
| 2012년 | 틴 초이스 어워드   | 초이스 섬머 TV 쇼                | 초이스 섬머 TV 쇼                                                       | 수상 |
| 2012년 | 틴 초이스 어워드   | 초이스 섬머 TV 스타 - 남성       | 타일러 포지                                                             | 수상 |
| 2012년 | 틴 초이스 어워드   | 초이스 섬머 TV 스타 - 여성       | 크리스털 리드                                                           | 후보 |
| 2012년 | 이메젠 어워드      | 최고 배우/텔레비전               | 타일러 포지                                                             | 후보 |
| 2012년 | ALMA 어워드        | 인기 TV 스타 - 주연              | 타일러 포지                                                             | 수상 |
| 2013년 | 새턴상             | 최고 젊은층 대상 텔레비전 시리즈 | 최고 젊은층 대상 텔레비전 시리즈                                        | 수상 |
| 2013년 | 영 할리우드 어워드 | 최고 배우들                      | 타일러 포지, 크리스털 리드, 딜런 오브라이언, 타일러 헤클린, 홀랜드 로든 | 수상 |
| 2013년 | 틴 초이스 어워드   | 초이스 섬머 TV 쇼                | 초이스 섬머 TV 쇼                                                       | 후보 |
| 2013년 | 틴 초이스 어워드   | 초이스 섬머 TV 쇼 - 남성         | 타일러 포지                                                             | 수상 |
| 2014년 | 새턴상             | 최고 젊은층 대상 텔레비전 시리즈 | 최고 젊은층 대상 텔레비전 시리즈                                        | 수상 |
| 2014년 | 틴 초이스 어워드   | 초이스 TV: 판타지/SF             | 초이스 TV: 판타지/SF                                                    | 후보 |
| 2014년 | 틴 초이스 어워드   | 초이스 TV 판타지/SF 배우         | 타일러 포지                                                             | 후보 |
| 2014년 | 틴 초이스 어워드   | 초이스 TV: 악당                  | 딜런 오브라이언                                                         | 수상 |
| 2014년 | 틴 초이스 어워드   | 초이스 스틸러 신 - 남성          | 타일러 헤클린                                                           | 수상 |
| 2014년 | 영 할리우드 어워드 | 빙워티 TV 쇼                     | 빙워티 TV 쇼                                                            | 후보 |

## 나라별 방영
| 지역             | 채널         |
| ---------------- | ------------ |
| 미국             | MTV          |
| 불가리아         | AXN          |
| 캐나다           | MuchMusic    |
| 캐나다 (퀘백 주) | Vrak.TV      |
| 영국             | Sky Living   |
| 오스트레일리아   | Fox8         |
| 멕시코           | Sony Spin    |
| 온두라스         | Sony Spin    |
| 인도             | AXN India    |
| 브라질           | Sony Spin    |
| 파키스탄         | AXN Pakistan |
| 포르투갈         | Panda Biggs  |
| 아시아           | BeTV         |
| 독일             | RTL II       |
| 프랑스           | France 4     |
| 벨기에           | Plug RTL     |
| 이탈리아         | Fox          |
| 헝가리           | AXN          |
| 폴란드           | AXN Spin     |
| 튀르키예         | CNBC-e       |
| 필리핀           | TV5          |

## 추가 자료
- Plunkett, John. "Creator/Executive Producer Jeff Davis Talks TEEN WOLF Season 2 and 3; Promises Big Changes Ahead", Collider], 2012년 7월 28일 작성.